# ممشقة عديمة الساق
ممشقة عديمة الساق (الاسم العلمي: Dipsacus acaulis) هو نوع من النباتات يتبع جنس الممشقة من الفصيلة المعزية الورق.